# Ил-16
Ил-16 — дальнейшее развитие штурмовика Ил-10, он был короче и легче (за счёт меньшей толщины брони). Ил-16 имел практически одинаковую с Ил-10 мощь наступательного и оборонительного вооружения, но значительно превосходил его по скоростным и манёвренным характеристикам, что позволяло Ил-16 вести оборонительный бой и фактически превращало его в истребитель-бомбардировщик. Проектирование началось в 1944 году. Силовая установка — один двигатель типа АМ-43НВ (2300 л.с.), вооружение — две крупнокалиберные пушки типа НС-23, два пулемета модели ШКАС. Хвостовую часть машины защищала пушка типа УБ-20 с боекомплектом в 150 патронов. Для защиты от врага на борту Ил-16 находились  авиационные гранаты класса АГ-2. Максимальная бомбовая нагрузка машины составляла 400 кг (в дальнейшем увеличена до 500 кг). Бомбы можно было размещать как во внутреннем отсеке, так и на внешней подвеске.
При первом вылете машиной управлял летчик-испытатель В. К. Коккинаки.
Развивал скорость 576 км/час (планировалось - до 625 км/ч), но в серию передан не был из-за крупных дефектов в конструкции и винто-моторной установки, а также — в связи с окончанием войны. Проект был закрыт в середине 1946 года.
Вплоть до 1960-х годов вся штурмовая авиация СССР состояла из штурмовиков Ил-10 и Ил-10М до её упразднения.

## Лётно-технические характеристики
Технические характеристики
- Экипаж: 2 чел.
- Длина: 10,69 м
- Размах крыла: 12,50 м
- Высота: 3,60 м
- Площадь крыла: 24,00 м²
- Масса пустого: 4315 кг
- Нормальная взлётная масса: 5780 кг
- Силовая установка: 1 × ПД АМ-43НВ
- Мощность двигателей: 1 ×

- Номинальная: 2000 л. с.
- Взлётная: 2300 л. с.

Лётные характеристики
- Максимальная скорость: У земли - 529 км/ч;

На высоте 2800м - 576 км/ч
- Практическая дальность: 800 км
- Практический потолок: 7600 м
- Скороподъёмность: 658 м/мин

Вооружение
- Стрелково-пушечное: две 23-мм пушки ВЯ-23 или НС-23 (установленные на крыле) и 12,7 пулемет УБС с сзади
- Неуправляемые ракеты: до 8 РС-82 или РС-132
- Бомбы: бомбовая нагрузка - нормальный вариант - 400 кг